# København A-Raeken 1891-1892
La København A-Raeken 1891-1892 è stata la 3ª edizione della massima serie del campionato danese di calcio, disputata tra il novembre 1891 e il marzo 1892 e conclusa con l'arrivo di tre squadre a pari merito al primo posto e la non assegnazione del titolo di campione di Danimarca.
Il capocannoniere di questa edizione del torneo è stato Karl Gadegaard della squadra Akademisk Boldklub, con 7 gol.

## Stagione

### Novità
In questa edizione parteciparono solamente 5 squadre, e non ci fu nessuna debuttante.

### Formula
La formula è rimasta invariata rispetto anni scorsi.

### Avvenimenti
Per la prima volta nella storia della competizione, 3 squadre arrivarono pari merito al primo posto: l'Akademisk Boldklub, il Kjøbenhavns Boldklub e l'Østerbros BK Copenaghen (in seguito noto come ØB). Fu anche la prima volta nella storia della competizione che la squadra posizionata al primo posto in classifica subisse una sconfitta. Sebbene l'AB abbia totalizzato più gol fatti e abbia una miglior differenza reti e molti la ritengono come vincitore della competizione, queste cose non venivano valutate all'epoca e quindi il titolo non venne assegnato a nessuna squadra. Il Boldklubben Frem e il Melchioraner BK si posizionarono rispettivamente al quarto e al quinto posto.

## Squadre partecipanti
| Club                       | Stagione | Città      | Stadio   | Stagione precedente |
| -------------------------- | -------- | ---------- | -------- | ------------------- |
| Kjøbenhavns Boldklub       | dettagli | Copenaghen | ???????? | 1º posto            |
| Akademisk Boldklub         | dettagli | Copenaghen | ???????? | 2º posto            |
| Østerbros BK Copenaghen    | dettagli | Copenaghen | ???????? | 3º posto            |
| Melchioraner BK Copenaghen | dettagli | Copenaghen | ???????? | 5º posto            |
| Boldklubben Frem           | dettagli | Copenaghen | ???????? | 4º posto            |

## Classifica
| Pos. | Squadra         | G | V | N | P | GF | GS | DR  |
| ---- | --------------- | - | - | - | - | -- | -- | --- |
| 1.   | AB              | 4 | 3 | 0 | 1 | 14 | 7  | +7  |
| 2.   | ØB              | 4 | 3 | 0 | 1 | 8  | 6  | +2  |
| 3.   | KB              | 4 | 3 | 0 | 1 | 5  | 5  | 0   |
| 4.   | Frem            | 4 | 1 | 0 | 3 | 9  | 8  | +1  |
| 5.   | Melchioraner BK | 4 | 0 | 0 | 4 | 2  | 12 | -10 |

Fonti

## Verdetti
Nessuna squadra vince il titolo di Campione di Danimarca 1891-1892

## Statistiche

### Squadre
- Maggior numero di vittorie: AB, ØB e KB (3 vittorie)
- Minor numero di vittorie: Melchioraner BK (0 vittorie)
- Miglior attacco: AB (14 gol fatti)
- Miglior difesa: KB (5 gol subiti)
- Miglior differenza reti: AB (+7)
- Maggior numero di sconfitte: Melchioraner BK (4 sconfitte)
- Minor numero di sconfitte: AB, ØB e KB (1 sconfitta)
- Peggior attacco: Melchioraner BK (2 gol fatti)
- Peggior difesa: Melchioraner BK (12 gol subiti)
- Peggior differenza reti: Melchioraner BK (-10)